# Костелец-над-Черними-Леси
Костелец-над-Черними-Леси (чеш. Kostelec nad Černými lesy), до 1920 года — Черни-Костелец или Шварцкостелец (чеш. Černý Kostelec, бывш.  нем. Schwarzkosteletz) — город, расположенный в Среднечешском крае Чехии. Население города — 3 561 жителей.

## История
Возникновение города восходит к раннему периоду правления чешских князей Пржемысловичей. Согласно легенде, сначала здесь была построена крепость св. Войцеха, которая была крепка настолько, что обеспечивала безопасность людей во время нападения на поселение. В этой местности проходила хорошо защищенная дорога от Праги до Коуржина. Сама крепость была окружена дремучими, черными пихтовыми и еловыми лесами.
Первое исторически зафиксированное упоминание о городе датировано 1344 годом, когда король Ян Люксембургский обменял костелецкий замок и окрестности у пана Йешко из Находа.
Первоначально город был славянским поселением. В 1489 году деревне Костелец был дарован статус города и право на проведение рыночных торгов и занятие промыслами. В 1920 году название Черни-Костелец (Чёрный Костелец) было заменено на Костелец-над-Черними-Леси.

## Население
| Год  | Численность | Численность |
| ---- | ----------- | ----------- |
| 1869 | 3451        | [ 5 ]       |
| 1880 | 3694        | [ 5 ]       |
| 1890 | 3696        | [ 5 ]       |
| 1900 | 3475        | [ 5 ]       |
| 1910 | 3377        | [ 5 ]       |
| 1921 | 3252        | [ 5 ]       |
| 1930 | 3379        | [ 5 ]       |
| 1950 | 3500        | [ 5 ]       |
| 1961 | 3386        | [ 5 ]       |
| 1970 | 3294        | [ 5 ]       |
| 1980 | 3230        | [ 5 ]       |
| 1991 | 3187        | [ 5 ]       |
| 2001 | 3245        | [ 5 ]       |
| 2014 | 3605        | [ 6 ]       |
| 2016 | 3627        | [ 7 ]       |
| 2017 | 3661        | [ 8 ]       |
| 2018 | 3677        | [ 9 ]       |
| 2019 | 3723        | [ 10 ]      |
| 2020 | 3780        | [ 11 ]      |
| 2021 | 3804        | [ 12 ]      |
| 2022 | 3773        | [ 13 ]      |
| 2023 | 4059        | [ 14 ]      |
| 2024 | 4194        | [ 3 ]       |

## Достопримечательности
- Готический замок XVI века, перестроенный в XVIII в.
- Капелла св. Войцеха, XVI в.
- Кладбищенский костёл Иоанна Крестителя, построенный в 1600 г.
- Костёл Ангела-хранителя, барокко, XVIII в.
- Музей гончарного ремесла в здании XVII в.
- Музей пивоварения, размещенный в бывшей пивоварне постройки 1831 г.
- Символическая могила Карела Павлика, героя боя за Чаянковы казармы.
- Лесопарк общей площадью 42,38 га.
- Возле города находится лесное предприятие Чешского агротехнического университета.

## Города-побратимы
- Мамирой, Франция